# Ivan Klasnić
Ivan Klasnić, hrvaški nogometaš, * 29. januar 1980, Hamburg, Vzhodna Nemčija.
Svojo kariero je začel v svojem domačem klubu FC St. Pauli, leta 2001 pa se je preselil v Werder Bremen, potem ko je prejšnji ekipi pomagal napredovati v Bundesligo. Z Werderjem iz Bremena je na 151 nastopih dosegel 49 golov, leta 2004 pa je osvojil dvojček z zmago v ligi in pokalu. Po nogometni sezoni v Franciji z Nantesom je leta 2009 prestopil v angleško prvoligaško ekipo Bolton Wanderers. Po njihovem izpadu leta 2012 je sezono preživel v Nemčiji z Mainzom.
Klasnić je igral tudi za hrvaško nogometno reprezentanco. Leta 2007 je Klasnić opravil presaditev ledvice in po presaditvi postal prvi igralec, ki se je udeležil velikega turnirja (UEFA Euro 2008). Hrvaško je zastopal tudi na UEFA Euro 2004 in svetovnem prvenstvu FIFA 2006.